# 한화 이글스의 선수 목록 (1994년~2000년)

## 포지션별 주전
- 각 포지션별로 해당 시즌 가장 많은 경기에 출장한 선수들 명단이다. (투수의 경우는 최다승 선수)

| 연도   | 투수   | 포수   | 1루수    | 2루수    | 3루수  | 유격수 | 우익수 | 중견수   | 좌익수 | 지명타자 |
| 1994년 | 정민철 | 김상국 | 강정길   | 김용선   | 이민호 | 이종호 | 박지상 | 진상봉   | 고기성 |          |
| 1995년 | 정민철 | 강인권 | 장종훈   | 김용선   | 황대연 | 정경훈 | 박지상 | 정영규   | 이강돈 |          |
| 1996년 | 정민철 | 조경택 | 이영우   | 임수민   | 홍원기 | 허준   | 정영규 | 강석천   | 송지만 | 이강돈   |
| 1997년 | 정민철 | 강인권 | 장종훈   | 임수민   | 강석천 | 백재호 | 송지만 | 강석천   | 이영우 | 임주택   |
| 1998년 | 정민철 | 김충민 | 장종훈   | 치멜리스 | 이민호 | 백재호 | 송지만 | 강석천   | 이영우 | 부시     |
| 1999년 | 정민철 | 강인권 | 로마이어 | 임수민   | 강석천 | 백재호 | 송지만 | 데이비스 | 이영우 | 장종훈   |
| 2000년 | 송진우 | 조경택 | 장종훈   | 백재호   | 강석천 | 백재호 | 송지만 | 데이비스 | 이영우 | 로마이어 |

## 전체 명단
- 다음은 해당 연도 정규 리그에 최소 한 경기 이상 출장(녹색 칸의 경우 해당 포지션 최다 출장)한 선수 명단이다.

### 투수
| 1991년  | 1992년 | 1993년 | 1994년 | 1995년 | 1996년 | 1997년 | 1998년 | 1999년 | 2000년 |
| 한용덕* | 한용덕 | 한용덕 | 한용덕 | 한용덕 | 한용덕 | 한용덕 | 한용덕 | 한용덕 | 한용덕 |
|         |        |        |        |        | 강봉수 |        |        |        |        |
|         |        |        |        | 공용우 |        | 공용우 | 공용우 |        |        |
|         |        | 구대성 | 구대성 | 구대성 | 구대성 | 구대성 | 구대성 | 구대성 | 구대성 |
|         |        |        | 길배진 |        |        |        |        |        |        |
|         | 송진우 |        |        |        |        |        |        |        |        |
| 이상군  | 이상군 | 이상군 | 이상군 | 이상군 | 이상군 | 이상군 | 이상군 | 이상군 | 이상군 |

### 포수
| 1991년 | 1992년 | 1993년 | 1994년 | 1995년 | 1996년 | 1997년 | 1998년 | 1999년 | 2000년 |

### 내야수
| 1991년                 | 1992년 | 1993년 | 1994년 | 1995년 | 1996년 | 1997년 | 1998년 | 1999년 | 2000년 |
| 장종훈 (지명타자- 126) |        |        |        |        |        |        |        |        |        |
|                        |        |        |        |        |        | 강대호 |        |        |        |

### 외야수
| 1991년 | 1992년 | 1993년 | 1994년 | 1995년 | 1996년 | 1997년 | 1998년 | 1999년 | 2000년 |
|        |        |        |        |        |        | 강대호 |        |        |        |
|        |        |        |        |        | 송지만 | 송지만 | 송지만 | 송지만 | 송지만 |
| 이정훈 | 이정훈 | 이정훈 | 이정훈 | [ 1 ]  |        |        |        |        |        |

## 같이 보기
- 한화 이글스 연도별 선수 명단
- 빙그레 이글스 연도별 선수 명단